# Romegoux
Romegoux /ʁɔmˈɡu/ è un comune francese di 641 abitanti situato nel dipartimento della Charente Marittima nella regione della Nuova Aquitania.

## Società

### Evoluzione demografica
Abitanti censiti